# Ruby Rose Turner
Ruby Rose Turner (* 16. Oktober 2005 in Los Angeles, Kalifornien, USA) ist eine US-amerikanische Schauspielerin, Sängerin und Tänzerin. Zudem arbeitet sie als Model und Influencerin.

## Leben

### Karriere
Schon in früher Kindheit begann Ruby Rose Tanzstunden zu absolvieren und nahm an zahlreichen Wettbewerben sowie Meisterschaften teil. So konnte sie ihre Fähigkeiten weiter ausbauen und erste Erfolge in diesem Bereich erzielen. Ihr Debüt als professionelle Tänzerin feierte sie im Alter von 7 Jahren bei der spanischsprachigen Fernsehshow Sabado Gigante. Es folgte die Zusammenarbeit mit renommierten Choreografen wie Tricia Miranda und Josh Killacky.
Als Model war sie bereits für verschiedene Marken wie Chloe, Isabella, Wells Fargo und Under Armour tätig. Einmal war sie Teil der jährlichen Benefiz-Modenschau von Otis Parsons  im Hilton Hotel, Beverly Hills (Kalifornien, USA).
2014 begann sie ihr Wirken als Schauspielerin mit einer Nebenrolle im Film Annie. Darauf folgten Auftritte als Gaststar in Fernsehproduktionen wie Black-ish oder Hyperlinked. 2017 erhielt sie eine kleine Rolle in der bekannten Serie Game Shakers – Jetzt geht’s App. Turner versuchte sich ebenso als Theaterdarstellerin und stand unter anderem für das Pasadena Playhouse auf der Bühne.
Ihre erste wiederkehrende Rolle war die der Cami Wrather in Coop & Cami Ask the World.  2024 verkörperte sie den Charakter Bridget in Descendants: The Rise of Red. 

### Privat
Turner wurde im Jahr 2005 als Tochter von Andrew und Natalie Turner geboren. Ihre ältere Schwester Nadia ist als Tänzerin tätig. Zudem hat sie zwei jüngere Brüder namens Alec und Alfie.

## Filmografie

### Filme
- 2014: Annie
- 2024: Descendants: The Rise of Red
- 2024: Almost Popular

### Serien
- 2016: Black-ish (Episode 2x15)
- 2016 / 2017: Fuller House (2 Folgen)
- 2017: Game Shakers – Jetzt geht’s App (Episode 2x17)
- 2019: Ruth & Ruby Ultimate Sleepover
- 2018–2020: Coop & Cami Ask the World

## Synchronrollen

### Serien
- 2021: Eden (Fernsehserie, 4 Folgen) … als Sara

## Diskografie

### Singles
| Titel                                    | Interpret | Album                                              | Veröffentlichung | Ref.   |
| ---------------------------------------- | --- | -------------------------------------------------- | ---------------- | ------ |
| Ruby Rock                                | Ruby Rose Turner | –                                                  | 1. November 2018 | [ 4 ]  |
| Coop And Cami Ask The World (Theme Song) | Ruby Rose Turner und Dakota Lotus | –                                                  | –                | [ 5 ]  |
| The Mirror                               | Ruby Rose Turner | –                                                  | 5. April 2019    | [ 6 ]  |
| Twelve Days of Christmas                 | Issac Ryan Brown und Ruby Rose Turner | Disney Channel Holiday Hits 2019                   | 6. Dezember 2019 | [ 7 ]  |
| What Time Is It                          | Ramon Reed, Israel Johnson, Ava Kolker, Dakota Lotus, Issac Ryan Brown, Navia Robinson, Jason Maybaum, Sky Katz, Baby Ariel, Milo Manheim, Meg Donnelly, Trevor Tordjman und Ruby Rose Turner               | –                                                  | unbekannt        | [ 8 ]  |
| Life Is Sweeter                          | Ruby Rose Turner, Dara Reneé, Kylie Cantrall, Malia Baker, Morgan Dudley, Anthony Pyatt, Joshua Colley, Marissa Kruep, Peder Lindell, Grace Narducci, Tristan Padil, Aiza Azaar, Kabir Bery und Sam Morelos | Descendants: The Rise of Red (Original Soundtrack) | 12. Juli 2024    | [ 9 ]  |
| Shuffle of Love                          | Ruby Rose Turner | Descendants: The Rise of Red (Original Soundtrack) | 12. Juli 2024    | [ 10 ] |
| Life Is Sweeter (Remix)                  | Rita Ora, Ruby Rose Turner, Kylie Cantrall, Malia Baker, Morgan Dudley, Grace Narducci, Tristan Padil, Aiza Azaar, Kabir Bery und Sam Morelos                                                               | Descendants: The Rise of Red (Original Soundtrack) | 12. Juli 2024    | [ 11 ] |